# Henrique de Barros Gomes
Henrique de Barros Gomes (Lisboa, 14 de septiembre de 1843 — Alcanhões, 15 de noviembre de 1898), consejero y Grande de Portugal.
Fue un político portugués del siglo XIX, miembro del Partido Progresista. Fue director y vicepresidiente del Banco de Portugal, diputado, ministro de Finanzas de Portugal, ministro de Relaciones Exteriores y ministro de Marina.
Fue importante en la crisis de las colonias portugueses de África. Durante las negociaciones de la Conferencia de Berlín de 1888, su enviado apoyó los intereses alemanes a África, asegurando los poderes de guerra europeos de la época y asegurando los derechos históricos de Portugal en la región mediante la presentación de un plan para unir a las colonias portuguesas de la costa atlántica hasta el Índico (Mapa rosado). Este apoyo permitió que las colonias portuguesas no fueran repartidas entre España e Inglaterra y mantuvieran un acuerdo mutuo sobre la política colonial. El incidente diplomático entre Portugal e Inglaterra que terminó con el Ultimátum inglés de 11 de enero de 1890.

## Biografía
Fue el hijo de Bernardino António Gomes (hijo), médico del Rey que introdujo el uso de cloroformo en Portugal, y de Maria Leocádia Fernandes Tavares de Barros Gomes. Su abuelo paterno fue Bernardino António Gomes, un médico del Rey, conocido y experto en botánica brasileña, introductor de técnicas vacínicas en Portugal. Henrique de Barros Gomes tenía un hermano, ingeniero forestal y científico, Bernardino António de Barros Gomes.
Casado con Doña Rita Pessoa de Barros e Sá, Dama Noble de la Reina María Luisa (882), hija de António José de Barros e Sá, consejero e Grande de Portugal, Juez, diputado e ministro de justicia de Portugal. De este matrimonio nacieron dos hijos: António Pessoa de Barros Gomes y Doña Maria Leocádia de Barros Gomes.

## Honores y Galadornes
- Gran Cruz Orden de Cristo;
- Orden de Leopoldo de Bélgica;
- Orden de Pio IX;
- Orden de Gregorio Magno;
- Imperial Orden de la Rosa;
- Orden de Carlos III;
- Orden de Mérito Naval;
- Orden del Sol nascente;
- Orden del Corona Real;
- Orden del San Mauricio y Lázaro;
- Legião del Honor;
- Orden del Estrela Polar;
- Orden del Águila Roja de Prusia;
- Orden del Águila Blanca.